# Raión de Vynohradiv
Vynohradiv (en ucraniano: Виноградівський район) es un raión o distrito de Ucrania en el óblast de Zakarpatia. 
Comprende una superficie de 697 km².
La capital es la ciudad de Vynohradiv.

## Demografía
Según estimación 2010 contaba con una población total de 117597 habitantes.

## Otros datos
El código KOATUU es 2121200000. El código postal 90300 y el prefijo telefónico +380 3143.